# Sportplakette des Bundespräsidenten

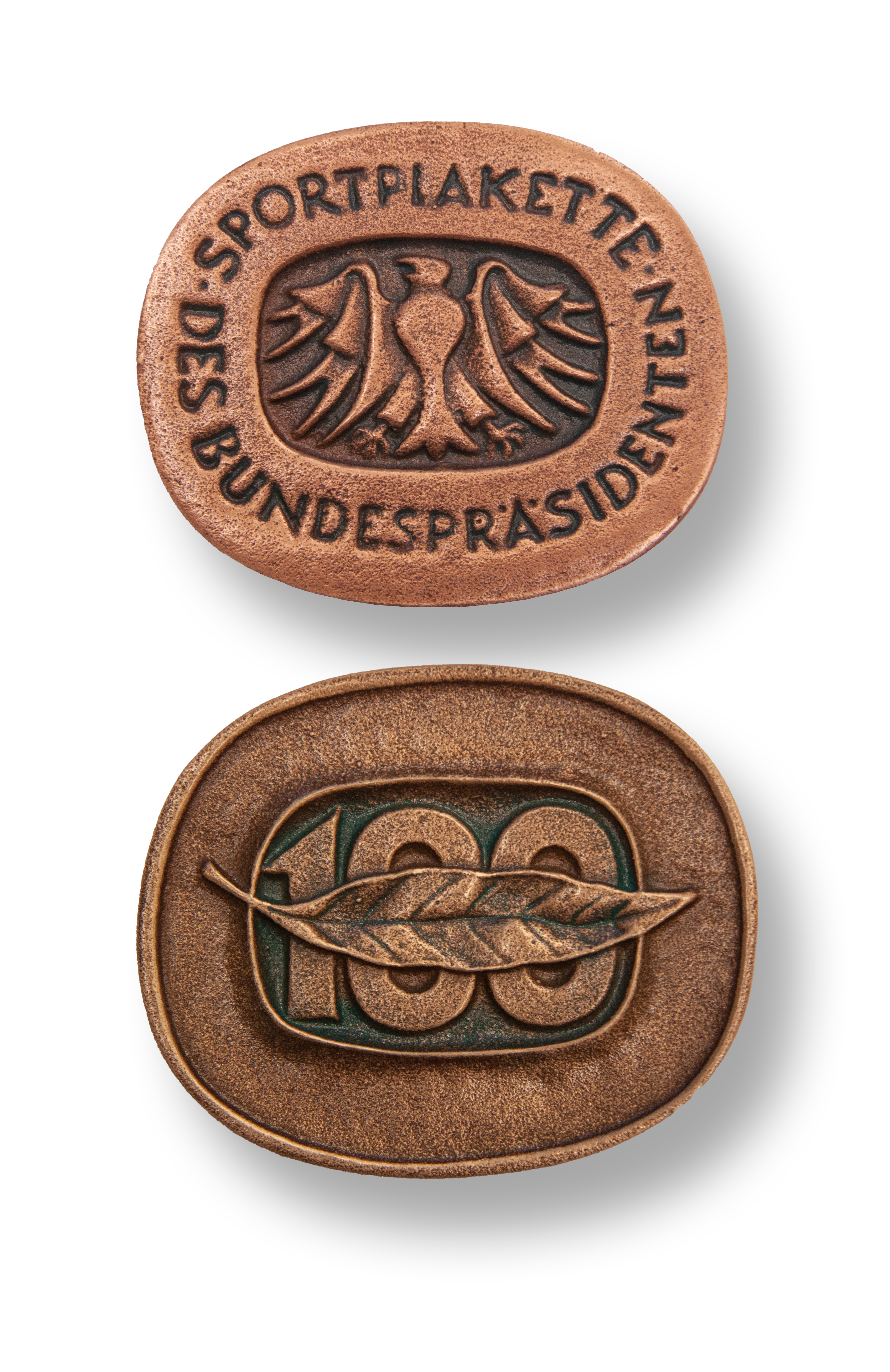
Sportplakette des Bundespräsidenten

Die Sportplakette des Bundespräsidenten ist die höchste staatliche Auszeichnung für Turn- oder Sportverbände und -vereine in der Bundesrepublik Deutschland. Die Plakette wurde am 19. März 1984 durch Bundespräsident Karl Carstens gestiftet.

## Zweck
Die Plakette ist für Turn- oder Sportverbände auf lokaler, regionaler oder nationaler Ebene vorgesehen, die besondere Verdienste um die Pflege und die Entwicklung des Turnens bzw. Sports erworben haben. Gleiches gilt für Turn- und Sportvereine.

## Vergabekriterien
Die Sportplakette des Bundespräsidenten ist eine nicht tragbare Auszeichnung, die nur auf besonderen Antrag aus Anlass des 100-jährigen Bestehens eines Verbandes oder Vereins vergeben wird. Der Antrag muss von dem betreffenden Turn- oder Sportverband bzw. Turn- oder Sportverein selbst spätestens sechs Monate vor dessen 100. Jubiläum gestellt werden. Antragsformulare können beim jeweils zuständigen Landessportbund abgerufen werden, über den der gestellte Antrag an den Empfehlungsausschuss des Deutschen Olympischen Sportbundes nach sachlicher Prüfung weitergeleitet wird. Dieser Ausschuss besteht aus fünf Mitgliedern, einem Vertreter des Bundesministers des Innern, einem Vertreter der Sportministerkonferenz der Bundesländer und drei Mitgliedern des DOSB.

## Verleihung
Die Verleihung erfolgt auf Vorschlag des Deutschen Olympischen Sportbundes unter Beteiligung des zuständigen Landesministers für Sport und des Bundesministers des Innern an den Chef des Bundespräsidialamtes.
Die Urkunde über die Verleihung der Plakette wird durch den Bundespräsidenten ausgestellt. Urkunde und Plakette werden durch ihn selbst, den zuständigen Landesminister für Sport oder einen Beauftragten (beispielsweise den zuständigen Oberbürgermeister oder Bürgermeister) ausgehändigt.
Bei deutschen Turn- oder Sportvereinen mit Sitz im Ausland erfolgt die Aushändigung der Urkunde und Plakette über die zuständige amtliche Vertretung und das Auswärtige Amt, das den Antrag des betreffenden Vereins in diesem Fall an den Empfehlungsausschuss weiterleitet.
Im Jahr 2003 wurde die 5.000. Sportplakette des Bundespräsidenten verliehen.

## Design
Die etwa handtellergroße Plakette zeigt auf der Vorderseite den Bundesadler in annähernd der Ausführung, wie er in der Standarte des Bundespräsidenten geführt wird, lediglich künstlerisch bearbeitet. Die Umschrift des Bundesadlers lautet Sportplakette des Bundespräsidenten. Auf der Rückseite der Plakette wird ein Lorbeerblatt dargestellt, das teilweise von der Ziffer 100 bedeckt wird. Die Plakette wird in einer mit rotem Samt ausgeschlagenen schwarzen Schatulle übergeben.